# Cardenden
Cardenden è un paese del Fife, in Scozia, situato circa 6,5 km a nord-ovest di Kirkcaldy. Già città mineraria, Cardenden ha una popolazione di 2 992 abitanti.
Area di Cardenden include Auchterderran, Bowhill, Dundonald, New Carden e Woodend.